# Пелагеїнське
Пелагеїнське (рос. Пелагеинское) — присілок в Кімрському районі Тверської області Російської Федерації.
Населення становить 15 осіб. Входить до складу муніципального утворення Приволзьке сільське поселення.

## Історія
Від 2005 року входить до складу муніципального утворення Приволзьке сільське поселення.

## Населення
| 2002 | 2010 |
| ---- | ---- |
| 19   | ↘15  |